# غيتار سليم
غيتار سليم (بالإنجليزية: Guitar Slim)‏ هو كاتب أغاني ومغني وموسيقي وعازف قيثارة أمريكي، ولد في 10 ديسمبر 1926 في غرينوود في الولايات المتحدة، وتوفي في 7 فبراير 1959 في نيويورك في الولايات المتحدة بسبب ذات الرئة.

## وصلات خارجية
- غيتار سليم على موقع IMDb (الإنجليزية)
- غيتار سليم على موقع ميوزك برينز (الإنجليزية)
- غيتار سليم على موقع ميوزك برينز (الإنجليزية)
- غيتار سليم على موقع أول ميوزيك (الإنجليزية)
- غيتار سليم على موقع أول ميوزيك (الإنجليزية)
- غيتار سليم على موقع أول ميوزيك (الإنجليزية)
- غيتار سليم على موقع ديسكوغز (الإنجليزية)